# Chiesa di San Luca (Monaco di Baviera)
La chiesa di San Luca, in tedesco Lukaskirche, è una parrocchiale evangelica-luterana di Monaco di Baviera, in Germania.
È stata la terza chiesa luterana ad essere stata costruita nella cattolica città bavarese. Fu edificata tra il 1893 ed il 1896 da Albert Schmidt nel quartiere di Lehel, sulle sponde del fiume Isar.
L'esterno è essenzialmente ispirato ai canoni dell'architettura neoromanica, anche se la chiesa è dotata di cupole. All'interno prevale invece l'impianto dell'architettura neogotica. Né all'uno né all'altro canone architettonico è legata la pianta, la quale prevede una costruzione a pianta centrale.